# Lowell Gilmore
Lowell Gilmore est un acteur américain, né à Saint Paul (Minnesota) le 20 décembre 1906, décédé à Hollywood (Californie) le 31 janvier 1960.
Au cinéma, il apparaît de 1944 à 1957, et à la télévision (dans un téléfilm et des séries), de 1951 à 1958.
Au théâtre, il interprète des pièces à Broadway entre 1929 et 1943.

## Filmographie partielle
- 1944 : Jours de gloire (Days of Glory) de Jacques Tourneur
- 1945 : Le Portrait de Dorian Gray (The Picture of Dorian Gray) d'Albert Lewin
- 1945 : Johnny Angel d'Edwin L. Marin
- 1946 : Strange Conquest (en) de John Rawlins
- 1947 : Meurtres à Calcutta (Calcutta) de John Farrow
- 1948 : La Flèche noire (The Black Arrow) de Gordon Douglas
- 1948 : La Grande Menace (Walk a Crooked Mile) de Gordon Douglas
- 1948 : Une femme au carrefour (Dream Girl), de Mitchell Leisen
- 1949 : Le Jardin secret (The Secret Garden) de Fred M. Wilcox
- 1949 : Sword in the Desert de George Sherman
- 1950 : Les Nouvelles Aventures du capitaine Blood (Fortunes of Captain Blood) de Gordon Douglas
- 1950 : Tripoli (Tripoli) de Will Price
- 1950 : Les Mines du roi Salomon (King Salomon's Mines) de Compton Bennett et Andrew Marton
- 1951 : La Part du jeu (Darling, How Could You!) de Mitchell Leisen
- 1951 : Le Chevalier au masque de dentelle (The Highwayman) de Lesley Selander
- 1952 : L'Étoile du destin (Lone Star) de Vincent Sherman
- 1952 : Capitaine sans loi (Plymouth Adventure) de Clarence Brown
- 1952 : Androclès et le Lion (Androcles and the Lion) de Chester Erskine et (non crédité) Nicholas Ray
- 1954 : La Brigade héroïque (Saskatchewan) de Raoul Walsh
- 1954 : Day of Triumph : Pontius Pilate
- 1955 : Le Renard des océans (The Sea Chase) de John Farrow
- 1955 : L'Allée sanglante (Blood Alley) (non crédité) de William A. Wellman
- 1956 : Comanche de George Sherman
- 1957 : Un seul amour (Jeanne Eagels) (non crédité) de George Sidney

## Théâtre (pièces à Broadway)
- 1929-1930 : The First Mrs. Fraser de St. John Ervine
- 1932 : The Fatal Alibi, adaptation par Michael Morton du roman Le Meurtre de Roger Ackroyd (The Murder of Roger Ackroyd) d'Agatha Christie, mise en scène de Charles Laughton, avec Lionel Pape, Helen Vinson, Jane Wyatt, Charles Laughton
- 1932-1933 : Autumn Crocus de C.L. Anthony
- 1934 : The Wind and the Rain de Merton Hodge, avec Frank Lawton, Mildred Natwick
- 1934 : Lady Jane de (et mise en scène par) H.M. Harwood, avec Frieda Inescort, Alan Marshal
- 1935 : Prisoners of War de J.R. Ackerly, avec Francis Compton
- 1936 : La Mégère apprivoisée (The Timing of the Shrew) de William Shakespeare, avec Sydney Greenstreet, Richard Whorf
- 1940 : Leave Her to Heaven de John Van Druten, avec Francis Compton, Edmond O'Brien
- 1941 : Golden Wings de William Jay et Guy Bolton, avec Signe Hasso, Fay Wray
- 1943 : The Family de Victor Johnson, d'après Nina Federova, avec Lucile Watson